# Arroyo del Descarnado
Der Arroyo del Descarnado ist ein im Süden Uruguays gelegener Fluss.
Der linksseitige Nebenfluss des Arroyo Pando befindet sich auf dem Gebiet des Departamentos Canelones in dessen 14. Sektor. Er entspringt nördlich von San Jacinto nahe der Ruta 7. Von dort fließt er in Nordost-Südwest-Richtung, unterquert die Ruta 11 und mündet südwestlich von San Jacinto in den Arroyo Pando.